# Тырваский район
Ты́рваский район — административно-территориальная единица в составе Эстонской ССР, существовавшая в 1950—59 годах. Центр — Тырва. Площадь района в 1955 году составляла 922,0 км².

## История
Согласно постановлению Президиума Верховного Совета Эстонской ССР, Тырваский район был образован в 1950 году, когда уездное деление в Эстонской ССР было заменено районным.  В 1952 году район был включён в состав Пярнуской области, но уже в апреле 1953 года в результате упразднения областей в Эстонской ССР район был возвращён в республиканское подчинение.
В 1959 году Тырваский район был упразднён.

## Административное деление
В 1955 году район включал 1 город (Тырва) и 7 сельсоветов: Вооруский, Кооркюлаский, Кирстнаский, Рийдаяский, Таагервераский, Хельмеский, Хуммулиский.